# Mojmir II.
Mojmir II. (* wahrscheinlich nach 871; † wahrscheinlich vor 908) war von 894 bis frühestens 902 oder spätestens 907 der letzte mojmiridische Fürst (dux) Mährens.
Nach dem schrittweisen Verlust der von seinem Vater eroberten Gebiete, einem Bürgerkrieg mit seinem Bruder und mehrmaligen Plünderungen Mährens durch Bayern und Magyaren gelang es Mojmir II. im Jahr 900 noch das mährische Erzbistum zu erneuern und 901 ein gegen die Magyaren gerichtetes Bündnis mit dem Ostfrankenreich zu schließen. Nach einer 902 in Mähren stattgefundenen Schlacht mit den Magyaren ist das weitere Schicksal Mojmirs II. und des Mährerreiches im 10. Jahrhundert ungewiss.

## Regierung 894 bis 902

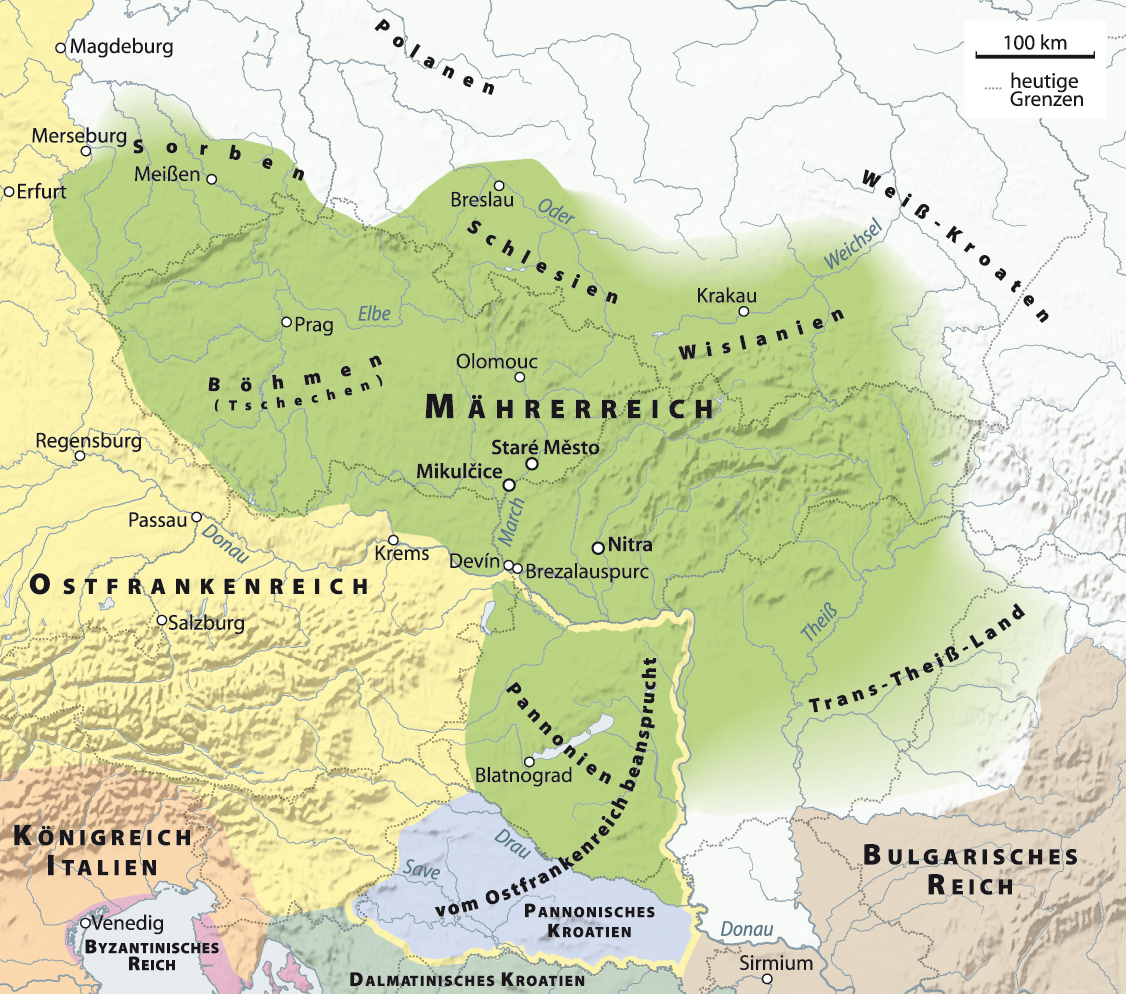
Ungefähre Grenzen Mährens bzw. des mährischen Einflussgebietes beim Machtantritt von Mojmir II. im Jahr 894.

Nach dem Tod seines mächtigen Vaters Svatopluk I. im Jahr 894 bestieg Mojmir II. den mährischen Thron im Alter von etwa 22 Jahren. Noch 894 schloss er einen Friedensvertrag mit den Baiern, um seinen Machtantritt nach außen abzusichern. Im Jahr 895 spalteten sich die Böhmen vom Mährerreich ab, woraufhin Mojmir II. bis 897 vergeblich einen Rückeroberungskrieg gegen sie führte.
Im Jahr 898 brach in Mähren ein Bürgerkrieg zwischen Mojmir und seinem jüngeren Bruder Svatopluk II. aus. 899 griffen die Baiern auf der Seite des besiegten Svatopluks ein, befreiten ihn und sein Gefolge aus der Stadt, in welcher sie gefangengehalten wurden und brachten sie nach Baiern. Als Reaktion darauf unterstützte Mojmir 899 die Revolte des ostmärkischen Fürsten Isanrik gegen den „König in Baiern“. Im Jahr 900 folgte dann eine Plünderung Mährens durch die Baiern und deren böhmische Verbündete.
Gleichzeitig gelang es Mojmir jedoch, im Jahr 900 die Erneuerung der eigenständigen mährischen Kirchenprovinz zu erreichen. Der Papst entsandte auf die Bitte der Mährer hin einen Erzbischof und vier Bischöfe nach Mähren. Nachdem im selben Jahr die Ungarn bei ihrer Rückkehr von ihrem Raubzug aus Italien Pannonien besetzen, schloss Mojmir im Jahr 901 ein erneutes, gegen die Ungarn gerichtetes Friedensabkommen mit den Baiern.
Laut der Schwäbischen Weltchronik wehrten die Mährer 902 einen Angriff der Magyaren ab.

## Regierung 902 bis 907 (unsichere Periode)

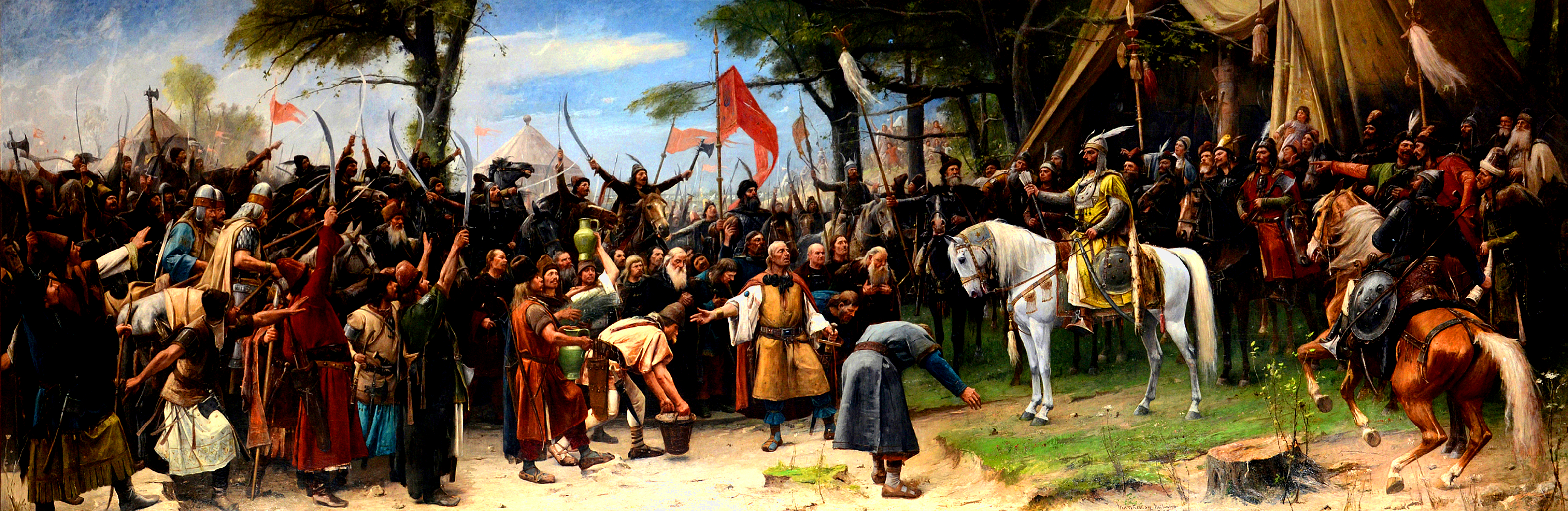
Auf dem Gemälde „Honfoglalás“ (Landnahme) von Mihály Munkács empfängt Mojmir II. den ungarischen Großfürsten Árpád mit seinem Gefolge

Die Raffelstettener Zollordnung belegt für die Jahre 903–906 einen intakten Handel Mährens mit den umliegenden Gebieten. Im Jahr 907 kam des dann zur Schlacht bei Pressburg, bei welcher die Anwesenheit Mojmirs II. und der Mährer nicht mehr erwähnt wird. Der Annalista Saxo gibt für 906 ebenfalls einen mährischen Sieg über die Magyaren an.
Die Historiker Ján Steinhübel und Dušan Třeštík gehen vom Jahr 906 als dem Todesjahr von Mojmir II. und dem Ende der Mojmiriden-Herrschaft aus. Dabei vermutet Třeštík, dass das Ende Großmährens bei einer einzigen Schlacht bei Nitra besiegelt wurde, bei welcher das mährische Heer von den Magyaren besiegt wurde. Im Jahr 907 sollen die Baiern dann im Rahmen ihrer Gegenoffensive versucht haben, die alten Verhältnisse wiederherzustellen, Pannonien zurückzuerobern und den im baierischen Exil lebenden Svatopluk II. als neuen mährischen Herrscher einzusetzen. Die Baiern wurden jedoch von den Magyaren in der Schlacht von Pressburg vernichtend geschlagen, womit das Ende des mährischen Staates unabänderbar wurde. Dieser soll sich nun auf viele kleinere Lokalherrscher zerstückelt haben.

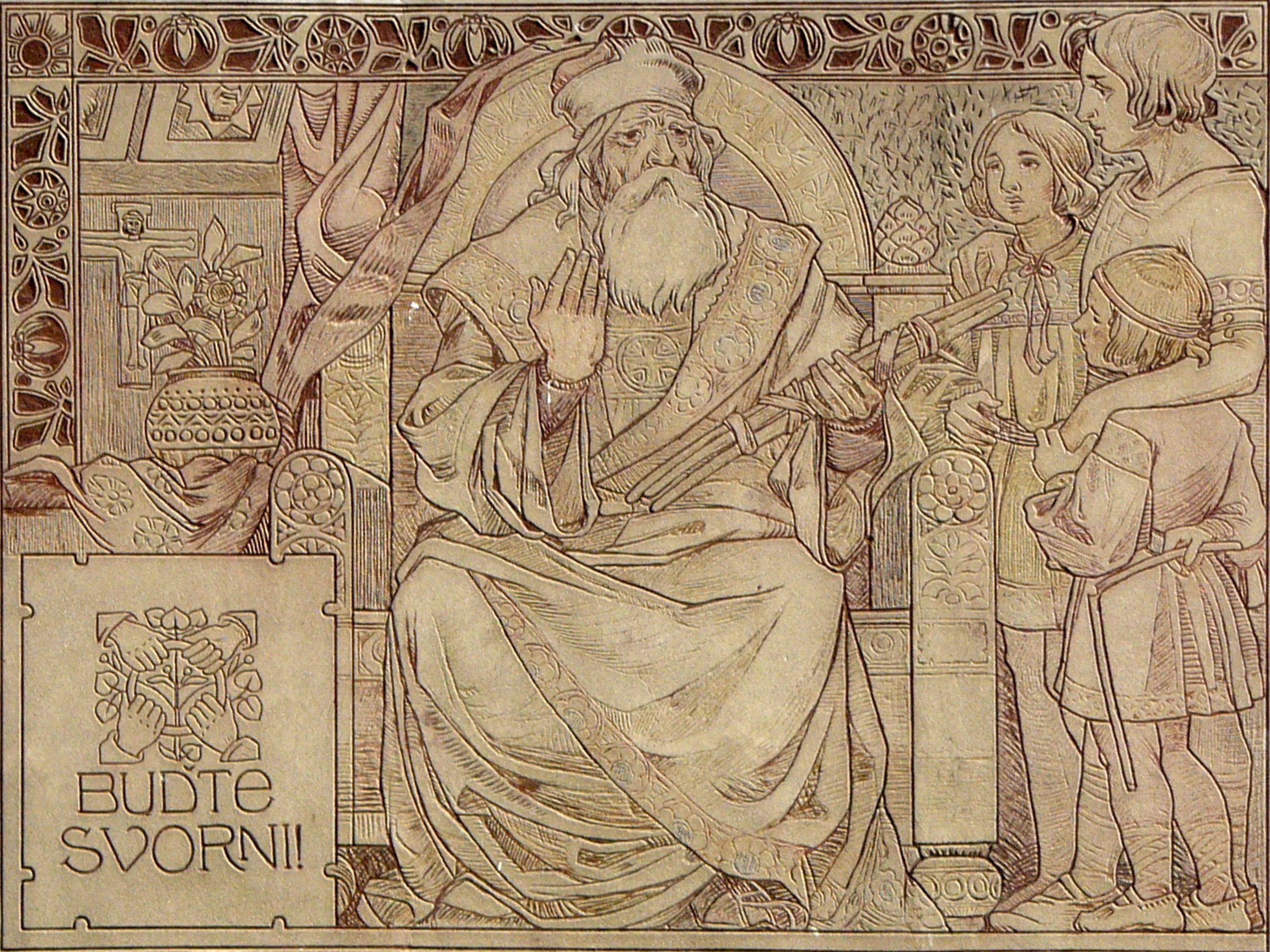
Mojmir II. mit seinen Brüdern Svatopluk II. und Predslav, die von ihrem Vater Svatopluk I. zur Einigkeit belehrt werden (Abbildung im Schloss Prostějov)

Die Historiker Lubomír Havlík und T. C. Champion gehen dagegen von einem weiteren Fortbestand der Mojmiriden-Herrschaft bis zum Jahr 924 oder 925 aus. Argumentiert wird damit, dass noch für das Jahr 910 in schriftlichen Quellen von vier mährischen Bischöfen (bzw. einem Erzbischof und drei Bischöfen) berichtet wird. Die Voraussetzung für deren weiteres Wirken ist laut Champion eine funktionierende Staatsmacht, welche diese absichert. Bei einem Angriff 924 oder 925 sollen dann die letzten Angehörigen der Mojmiriden-Dynastie, ein gewisser Mojmir (evtl. Mojmir II.) und Svatopluk (evtl. Svatopluk II. oder ein Sohn Mojmirs II.) ins Exil nach Salzburg geflüchtet sein.
Drei ungarische Chroniken aus dem 13. Jahrhundert geben drei unterschiedliche Angaben zum Tod von Mojmir II. an. Nach der Anonymus-Chronik starb er eines natürlichen Todes und hinterließ eine Tochter, die den ungarischen Stammesführer Zolt geheiratet haben soll. Dadurch habe Zolt nicht nur ihre Hand, sondern auch die Herrschaft über ihr Land erhalten. Der Chronist Simon Kézai gibt an, der mährische Herrscher sei bei einer Schlacht bei Bánhid gefallen und die Ungarisch-Polnische Chronik verbindet den Untergang Großmährens mit einem Königsmord.